# FixMyStreet.com
FixMyStreet es un sitio web basado en mapas y una aplicación de mySociety que ayuda a las personas en el Reino Unido a informar a sus autoridades locales sobre problemas que requieren su atención, como baches, farolas rotas, etc. Es la instancia británica de FixMyStreet.
Los informes también se publican en el sitio.
Si bien la mayoría de los ayuntamientos tienen sus propios sistemas de reportes, FixMyStreet resuelve el hecho de que quien reporta puede no saber qué autoridad es responsable de un tipo específico de problema en una ubicación específica. Mediante el uso del software MapIt, FixMyStreet hace coincidir los códigos postales de las personas usuarias y la categoría de su problema con la autoridad local correcta.

## Historia
El sitio fue financiado inicialmente por el Fondo de Innovaciones del Departamento de Asuntos Constitucionales del reino Unido y construido por mySociety, junto a la Fundación Young; el código del sitio fue escrito por Francis Irving, Matthew Somerville y Chris Lightfoot. El sitio se lanzó originalmente como "Neighborhood Fix-It", pero se decidió cambiar a un nombre más corto y fácil en junio de 2007 cuando hubo uno disponible. Se desarrolló una aplicación FixMyStreet en 2008 para permitir a los usuarios de iPhone informar problemas a través de sus teléfonos, y desde entonces personas voluntarias han escrito aplicaciones para Nokia y Android, así como otra aplicación para iPhone.
FixMyStreet ganó un premio en SustainIT eWell-Being Awards en 2008, y ha sido incluido en varios periódicos dentro de los mejores o los mejores sitios web. El sitio fue una inspiración para el concurso del gobierno británico "Muéstranos una mejor manera".
A finales de 2008 se lanzó una versión del sitio para informar sobre viviendas vacías abandonadas, junto con la agencia Empty Homes, Shelter Cymru y la Scottish Empty Homes Partnership, y el periódico The Guardian la denominó "un modelo de fácil uso". Este sitio fue reutilizado para la serie de televisión The Great British Property Scandal de Channel 4 en diciembre de 2011, que fue nominado para un BAFTA y un Emmy. Una versión adaptada del software FixMyStreet es también la base del sitio de notificación de accidentes de bicicletas Collideoscope
En 2010, FixMyStreet estaba estrechamente integrado al proyecto Guardián local del periódico The Guardian. La académica y activista británica Emily Bell escribió en su mensaje de lanzamiento: "Una parte muy importante de este proyecto ha sido la participación de mySociety, con quien hemos colaborado para proporcionar versiones personalizadas de sus herramientas cívicas, permitiendo y alentando a los residentes locales a informar problemas, contactar a sus representantes. y generalmente se comprometen con el gobierno y el cuidado de su localidad ", y Alistair Tibbitt, gerente de Desarrollo de Greener Leith, escribió" The Guardian ciertamente merece aplausos por integrar el servicio local FixMyStreet con tanta fuerza en su nuevo Edinburgh Beat Blog ".

## Reacciones
FixMyStreet.com fue nombrado como la principal inspiración para el proyecto eslovaco "Odkaz pre starostu" (Mensaje para el alcalde), que comenzó en 2010. En 2021, las 8 ciudades principales de las regiones eslovacas, otras 53 ciudades y 77 municipios cooperan con este proyecto, que es predominante en Eslovaquia en su campo. Hasta 2021, se resolvieron alrededor de 50.000 quejas a través de este portal web.